# Cahiers du féminisme
Cahiers du féminisme est une revue féministe française, parue entre 1977 et 1998.
Un total de 81 numéros est paru, sur des thèmes liés au travail, à la société, ou encore à la sexualité.
Liée à la Ligue communiste révolutionnaire (LCR), mais revendiquant une autonomie par rapport au parti politique, sa ligne éditoriale s'inscrit dans le féminisme socialiste et autogestionnaire, et affiche la volonté de « contribuer à l’émergence d’un mouvement « autonome » des femmes, unitaire et pluraliste » et de « constitu[er] un fer de lance susceptible de modifier le rapport de forces interne à la Ligue [communiste révolutionnaire] en faveur du féminisme ».
Cette publication, qui débute à l'été 1977, s'inscrit également plus largement dans le mouvement de deuxième vague féministe, faisant suite aux événements de Mai 68, comme de nombreuses autres revues et magazines féministes qui commencent à paraître à la même période (Des femmes en mouvements, Questions féministes, ou La Revue d'en face).

## Équipe de rédaction
Au cours des 20 ans de publication de la revue, une vingtaine de personnes a fait partie de l'équipe principale de rédaction :
- Isabelle Alleton, directrice de publication de 1984 à 1998
- Catherine Amiel
- Denise Avenas, directrice de publication de 1977 à 1984
- Claire Bataille
- Louise Briceno
- Sonia Casagrande
- Françoise Foucault
- Gaëlle Lucy
- Sophie Malecki
- Danièle Martinet
- Marie-Annick Mathieu
- Hélène Numance
- Anne-Marie Pavillard
- Monique Saliou
- Josette Trat
- Françoise Vial

La plupart des personnes publiait sous pseudonyme, en changeant soit leur prénom, soit leur nom de famille, soit les deux.